# Cheilosia calva
Cheilosia calva är en tvåvingeart som beskrevs av Barkalov 1991. Cheilosia calva ingår i släktet örtblomflugor, och familjen blomflugor. Inga underarter finns listade i Catalogue of Life.